# エサルハドンの戦勝記念碑
エサルハドンの戦勝記念碑（Victory stele of Esarhaddon、またはZenjirli、Zincirli stele）は、前671年に北エジプトで行われたエジプト王タハルカに対するアッシリア王エサルハドンの2度目の戦いと勝利、そして帰還を記念したドレライト製の石碑である。1888年にズィンジリ・ホユック（Sam'al、またはYadiyaとも）でフェリックス・フォン・ルシャンとロベルト・コルデウァイが発見した。現在はベルリンのペルガモン博物館に収蔵されている。
エサルハドンがレヴァントに初めて侵入した後、前674年に行われたエサルハドンとタハルカの最初の戦いはタハルカが勝利した。この時エサルハドンはレヴァント侵攻後、北部エジプトに侵入したがタハルカの軍勢によって撃退された。
前671年の2度目の戦いではタハルカは軍と共にメンフィスに引いた。メンフィスが占領されると共に、タハルカはクシュへと逃亡した。エサルハドンは「村人たちを殺戮し、彼らの頭を山のように積み上げた」と後に書いている。彼はこの勝利について「余は彼の居城メンフィスを包囲し、坑道、破口、攻城梯子をもちいて、半日のうちに占領した。余は（メンフィス市を）略奪し、破壊し、火をかけた。彼の妃、ハレム、王太子[58]ウシャナフル、その他の王子や王女たち、（それに）彼の財貨、馬、牛、小家畜を数えきれないほど、戦利品としてアッシリアに運んだ。余はクシュ（の勢力）をエジプトから根絶した。余に対する恭順（の確保）のために、そこ（エジプト）にだれひとり（クシュ人を）残すことはしなかった。」と記した。

## 解説
この石碑の左側にはエサルハドンが「アパ・ラバーヌ」の仕草（バビロニア式の礼拝動作で、物を持ちながら右手を鼻に近づけるというもの）を取りながら立っている。彼は左手に、メイスと共に紐を持ち、その紐は彼の前に膝まづく二人の征服された王の唇に通された輪に繋がっている。彼の右手は神々に呼びかけている。浮彫の中段部分全体が楔形文字碑文で覆われている。エサルハドンの前に膝まづいている無名の嘆願者の正体は議論の的である。この人物はエサルハドンとテュロスのバアルの条約で言及されているテュロス王バアル1世、またはシドンの王アブディ・ミルクッティである可能性がある。両者の間で跪いている人物は首に紐を巻かれたウシャナフル王子（Ushankhuru）か、エジプト王権の象徴であるウラエウスを身に着けていることから、タハルカ本人である可能性もある。

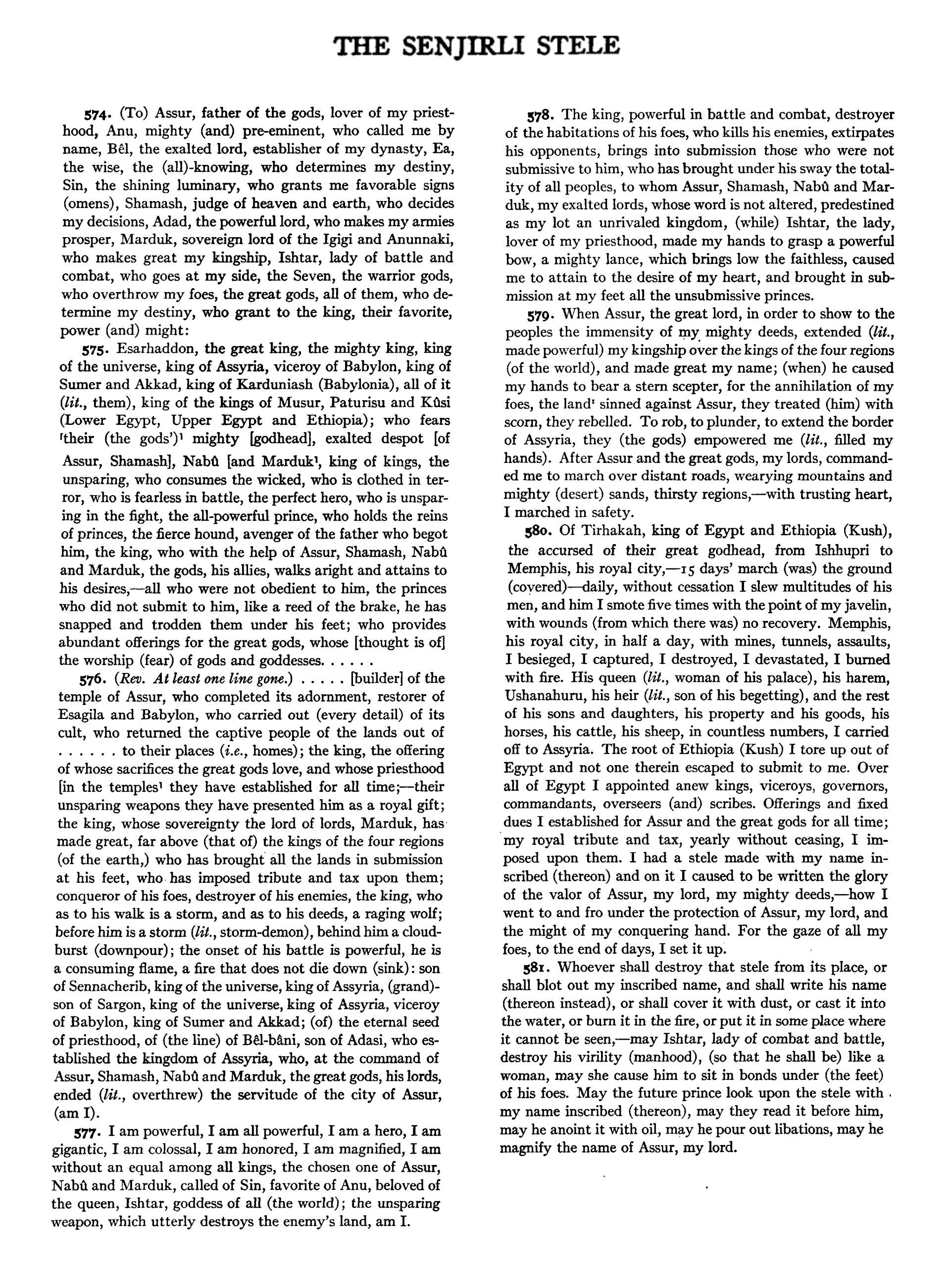
エサルハドンの戦勝記念碑（英訳）
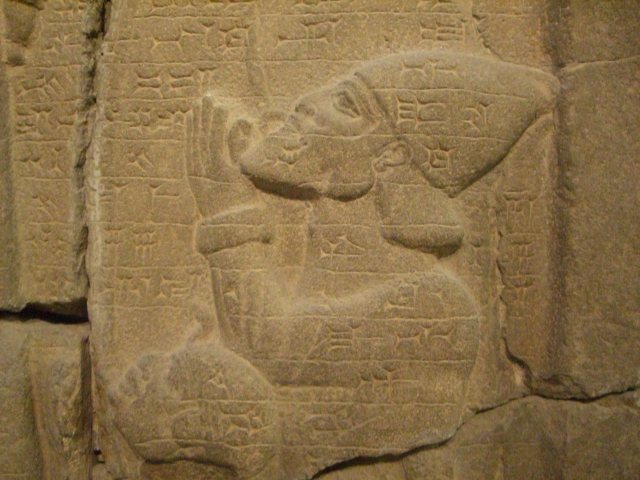
嘆願する人物（征服された支配者）のクローズアップ
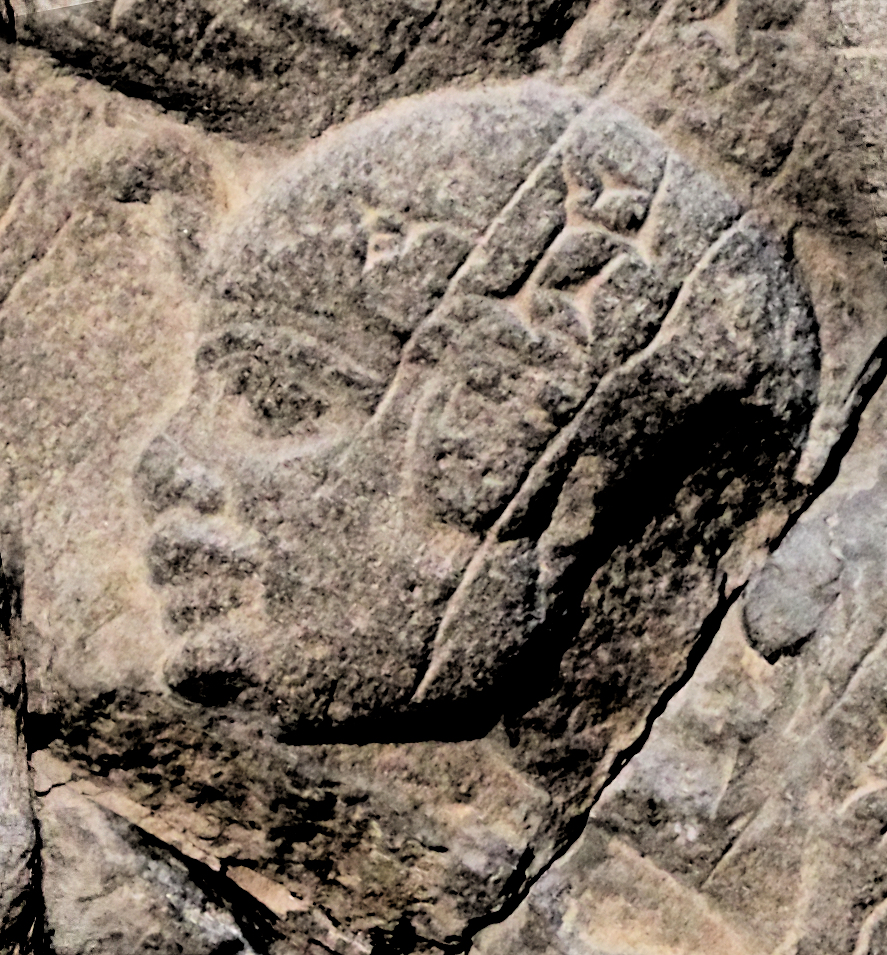
エサルハドンの戦勝記念碑に描かれた捕らわれたウシャナフル。タハルカ（英語版）の息子。